# Famille Bichir
La famille Bichir (arabe, بشير) est une famille d'acteurs espagnols et mexicains d'origine libanaise.
Les membres de la famille sont :
- Alejandro Bichir, acteur
- Maricruz Nájera, actrice, épouse d'Alejandro

et leurs trois fils, appelés les frères Bichir ou plus communément les Bichir (Los Bichir) :
- Bruno Bichir, acteur
- Demián Bichir, acteur
- Odiseo Bichir, acteur

La cérémonie des MTV Movie Awards de Mexico désigne chaque année le Meilleur Bichir dans un Film (Mejor Bichir en una Película) en raison de l'activité prolifique de la famille.